# أنغلو-نورمان
كان الأنجلو-نورمان (بالنورمندية: Anglo-Normaunds)‏ (بالإنجليزية القديمة: Engel-Norðmandisca) الطبقة الحاكمة في إنجلترا في القرون الوسطى، وضموا بشكل رئيسي خليطًا من النورمانيين، والفرنسيين، والأنغلو ساكسون، والفلمنك، والبريطون، عقب غزو النورمان لإنجلترا. ناصر عدد قليل من النورمانيين ملك إنجلترا الأنغلو ساكسوني المستقبلي، إدوارد المعترف، وذلك خلال فترة نفيه في وطنه الأم نورماندي شمالي فرنسا. لدرى عودته إلى إنجلترا، ذهب بعضهم معه، وبالتالي استقر بعض من النورمانيين في إنجلترا قبل حصول الغزو. هزم هارولد جودوينسون، خلف إدوارد، على يد الدوق ويليام الفاتح في موقعة هاستنجز، مما أدى لأعتلاء ويليام العرش الإنجليزي.
شكل النورمانيون المنتصرون طبقة حاكمة في بريطانيا، تميزت عن السكان الأصليين (رغم حصول تزاوج فيما بينهم). مع مرور الوقت، تطورت لغتهم من النورمانية القديمة إلى اللغة الأنغلو-نورمانية المتمايزة. سرعان ما فرض الأنغلو نورمان سيطرتهم على كامل إنجلترا، فضلًا عن أجزاء من ويلز (كامبرو نورمان). بعد العام 1330، خضعت أجزاء من اسكتلندا الشمالية والجنوبية لحكم الأنغلو نورمان (السكوتو نورمان)، مقابل دعمهم لديفيد الأول الفاتح. شهد غزو النورمانيين لأيرلندا سنة 1169 استيطان الأنغلو نورمان والكامبرو نورمان مساحات شاسعة من إيرلندا، ليصبحوا هيبيرنو نورمان.
إن التعبير المركب «المملكة الأنغلو نورمانية» الذي يضم نورماندي وإنجلترا يظهر متزامنًا فقط مع مخطوطة هايد.

## الغزو النورماندي
إن الغزو النورماندي لإنجلترا عام 1066، الذي كان غزوًا قاده شعب يحمل لغة ونظامًا مؤسساتيًا يختلف عن نظيره الإنجليزي بمختلف الأوجه، كان حدثًا ذا طابع مختلف النظير تمامًا عن الغزو الدنماركي، غزو من شعب تتقارب لغته مع الإنجليزية، ولكن ديانته كانت وثنية. كان الإنجليز كاثوليك، وشاركوا ديانتهم تلك مع النورمانيين الذين كان لهم بعض النفوذ في إنجلترا قبل الغزو. علاوة على ذلك، حافظت التفاعلات المتبادلة بين البحارة من كلا جانبي القناة الإنجليزية على حد معين من الثقافة المشتركة.
ولم يكن النورمان مجموعة متجانسة نشأت من أصل اسكندنافي، بل كان أغلبهم من منطقة في فرنسا تعرف بالنورماندي. استعان النورمان الذين غزوا إنجلترا بفريق قوي ضم أفرادًا من شمال غرب ووسط فرنسا، من مين وأنجو وبروتاني وفلاندرز وبواتو ومنطقة «فرانس» (المعروفة اليوم باسم إيل دو فرانس)، وشكلوا أكثر من ربع الجيش في موقعة هاستنجز. من حيث الثقافة، فإن هؤلاء غير النورمانيين مثلوا الحضارة الفرنسية الشمالية، ولا يتحدثون في الغالب إلا الفرنسية أو غيرها من اللهجات الفرنسية.
لم يشعر المستوطنون النورمانيون بأي انتماء لمجتمع المستوطنين الدنماركيين الموجودين سابقًا في إنجلترا، على الرغم من كونهم هم أنفسهم متحدرين جزئيًا من الفايكينغ الدنماركيين. حتى في الجيش، يشعر أي منهم بأي شعور بالانتماء إلى جماعات بواتفن (من بواتو) وغيرها من الجماعات التي كانت لها لهجات أو لغات (مثل البريتان والفلمنك) وتقاليد مختلفة. كان الارتباط بين مختلف تلك القوات عرضيًا فقط وتابعًا لوجود ضرورة فورية يحددها الحاكم النورماني.
في الواقع، واجه النورمان مقاومة شديدة في جزء من إنجلترا كان الأكثر تأثرًا بالدنماركيين. بعد الإطاحة بالزعماء الدنماركيين واستبدال عدد كبير من أصحاب النفوذ في المناطق الإنجليزية واختيار الأفضل بينهم، فرض النورمانيون هيكلًا سياسيًا جديدًا أطلق على مفهومه اسم «الإقطاع» (يجادل المؤرخون ما إذا كان من المفترض اعتبار إنجلترا ما قبل الغزو النورماندي نورمان حكومة إقطاعية -وبالفعل، يعتبر الوصف الكامل لمفهوم الإقطاع موضع جدال).
خسر العديد من النبلاء الإنجليز أراضيهم ومناصبهم؛ وجد السادة الإقطاعيون الأدنى مرتبة وغيرهم أنفسهم قد حرموا من ملكية الأراضي والألقاب.  تناقصت حقوق عدد من الفلاحين وتضاءلت كثيرًا إمكانية الوصول إلى المحاكم، ليصبحوا فلاحين رقيقًا، رغم أن تلك الحالة الاجتماعية لم تتواجد في نورماندي نفسها (بالمقارنة مع غيرها من المدن الفرنسية). في الوقت ذاته، وزع الملك كثيرًا من الأراضي على النورمانيين الجدد والسادة الإقطاعيين من شمال فرنسا، التي استولى عليها من النبلاء الإنجليز. استخدم بعض من أولئك السادة أسماءهم الفرنسية الأصلية، مع البادئة «دي»، بمعنى أنهم كانوا أسياد الإقطاعيات في فرنسا، بينما تخلى بعضهم الآخر عن كامل أسمائهم الأصلية واتخذوا لأنفسهم أسماء إنجليزية جديدة.